# ヤスパー・ファン・デル・ヴェルフ
ヤスパー・ファン・デル・ヴェルフ（Jasper van der Werff、1998年12月9日 - ）は、スイス・ザンクト・ガレン出身のサッカー選手。SCパーダーボルン07所属。ポジションはDF。

## クラブ経歴
FCザンクト・ガレンの下部組織を経て、2018年2月17日、スーパーリーグのFCバーゼル戦でプロデビューを果たした。
2018年5月1日、レッドブル・ザルツブルクに移籍し、4年契約を結んだ。加入後1シーズン目はリザーブチームにあたるFCリーフェリングに登録され、移籍後すぐはトップチームでの出場機会を得ていたが、シーズン折り返し以降は出番が減少していった。その後、2020-21シーズンは母国スーパーリーグのFCバーゼルへ、2021-22シーズンは、2. ブンデスリーガのSCパーダーボルン07へレンタル移籍をした。
2022年5月19日、昨シーズンまでレンタル移籍で在籍していたパーダーボルンに完全移籍した。

## 代表経歴
2014年からスイスの世代別代表に招集されており、2021年にはU-21スイス代表としてUEFA U-21欧州選手権2021に出場した。